# Höhere Bundeslehranstalt für künstlerische Gestaltung Linz

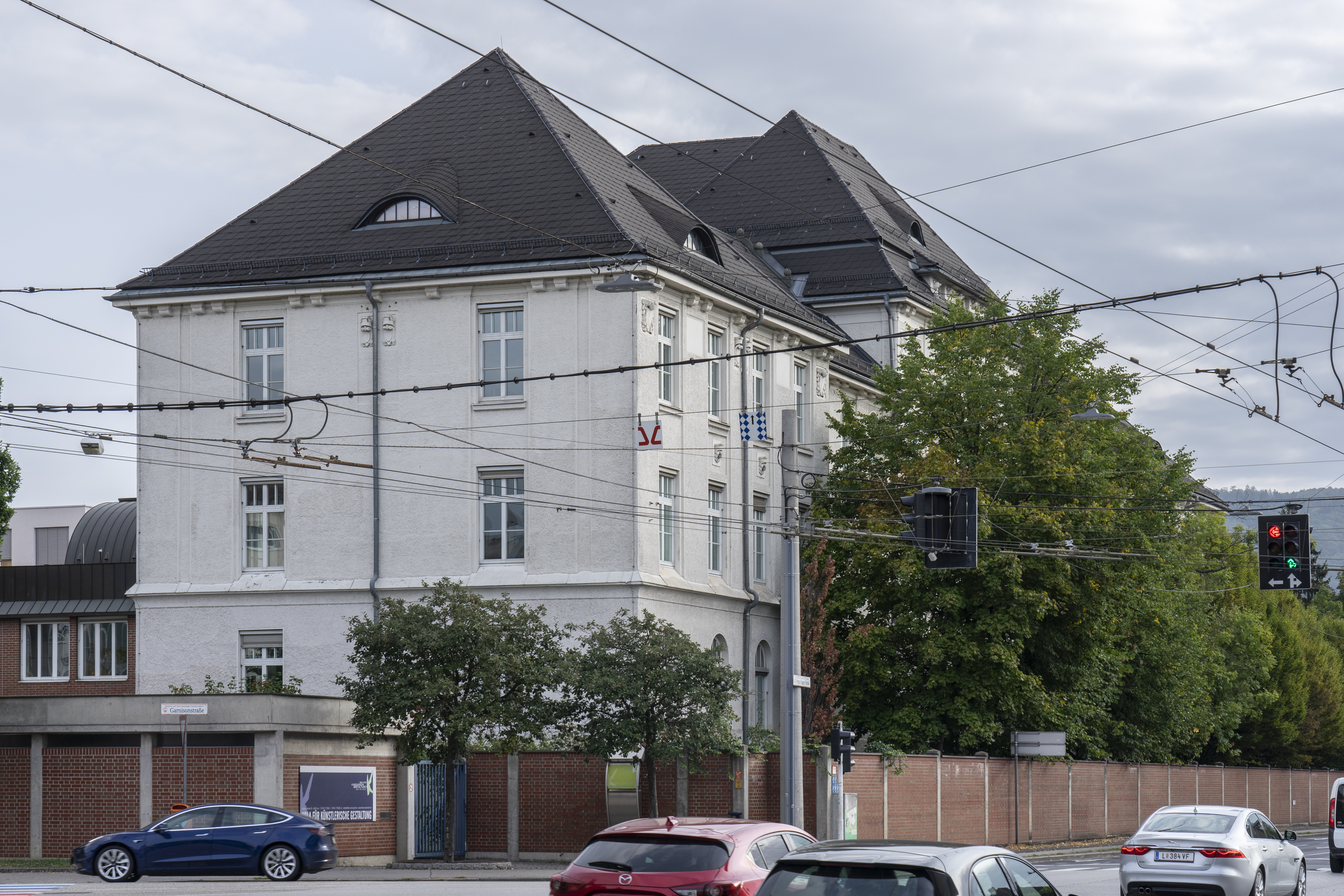
Höhere Bundeslehranstalt für künstlerische Gestaltung Linz (2023)

Die Höhere Bundeslehranstalt für künstlerische Gestaltung Linz ist eine höhere österreichische Kunstgewerbeschule in der Stadtgemeinde Linz in Oberösterreich.

## Geschichte und Entwicklung
Die Schule begann 1917 als „Abteilung Kunst“ an der damaligen Staatsgewerbeschule Linz, ab 1920 „Bundesgewerbeschule für Ingenieurwesen und Kunstgewerbe Linz“. Dort gab es von Anfang an verschiedene kunstgewerbliche Ausbildungsschwerpunkte auf Matura-Niveau, wie Malerei, Bildhauerei, Architektur u. a.
Mit der österreichischen Schulreform 1962 wurden dem Ausbildungsangebot auch Fach-Ausbildungen für den Werkunterricht hinzugefügt, wie „Textiles Gestalten“. Die Kunstgewerbeschule wurde damit zusätzlich auch zu einer sogenannten „Bildungsanstalt für Arbeitslehrerinnen“.
Mit der weiteren österreichischen Schulreform 1983 erfolgte die Umwandlung in eine „Höhere Bundeslehranstalt (HBLA) für Kunstgewerbe“ mit Schwerpunkt auf textilem Gestalten und textilen Techniken, aber auch grafischen Techniken, sowie Werkstätten in Holz und Metall, in dekorativem Gestalten, dazu die Fächer Gestaltungslehre, Kunstgeschichte und betriebswirtschaftliche Fächer. Es gibt seit damals nur mehr einen einheitlichen Abschluss mit Matura nach 5 Jahren (statt vorher einem Fachschul-Abschluss nach 4 und einem Matura-Abschluss nach 5 Jahren).
Mit der nächsten österreichischen Schulreform 1995 (Verankerung der stärker schulautonomen Gestaltung der Lehrpläne) wurde die heutige Ausrichtung grundgelegt: Die Schule wurde weiterentwickelt in die heutige „HBLA für künstlerische Gestaltung“ mit den Schwerpunkten Holz, Metall, Grafik/Malerei und Textiles Gestalten.
2005 wurde schulautonom ein Ausbildungsschwerpunkt „Bild – Objekt – Medien“ gesetzt, der bis heute gilt
Hinweis: die „HBLA für künstlerische Gestaltung Linz“ sollte nicht mit den beiden Höheren Technischen Lehranstalten (HTLs) in Linz verquickt oder verwechselt werden: HTL1 Linz, HTL2 Linz. Diese sind eigenständige Bildungseinrichtungen mit gesonderter Geschichte (obwohl es Überschneidungen im Bereich „Design“ bei der „HTL1 Linz“ gibt).

## Personen

### Lehrende an der Kunstgewerbeschule Linz (Auswahl)
- Paul Ikrath (1888–1970), Maler und Pädagoge;
- Albert Paris Gütersloh (1887–1973), Maler und Schriftsteller;
- Rudolf Hoflehner (1916–1995), Bildhauer, Maler und Grafiker;
- Karl Stark (1921–2011), Maler;
- Franz von Zülow (1883–1963), Maler und Grafiker;
- Reinhard Weiß (* 1942), Grafiker und Bildhauer[3]
- Wilhelm Lenhart (1900–1973), Maler;[4]
- Wilhelm Schückel (1887–1964), Maler;

### Absolventen der Kunstgewerbeschule Linz (Auswahl)
- Valie Export (* 1940; Abschluss 1958)
- Ernst Reischenböck (1923–1973; Abschluss 1947)
- Alfons Ortner (1907–1992; Abschluss 1928)
- Hans Schaumberger (1928–2007; Abschluss 1948)
- Ernst Balluf (1921–2008; Abschluss 1947)
- Elfriede Trautner (1925–1989; Abschluss 1949)
- Anna Wiesinger (* 1958; Abschluss 1977)
- Horst Haitzinger (* 1939; Abschluss 1959)
- Hans Schmidinger (Bildhauer) (1912–1994; Abschluss 1937)
- Theo Linz (1928–2009; Abschluss 1947)[5]
- Jakob Kopp (Bildhauer) (1930–2019; Abschluss 1951)[6]
- Josef Franz Dex (1899–1945; Abschluss 1918)[7]
- Vilma Eckl (1892–1982; Abschluss 1922)[8]
- Franz Neundlinger (1908–1993; Abschluss 1929).[9]
- Erich Buchegger (1924–1988; Abschluss 1946)[10]
- Rudolf Ferch (1932–2022; Abschluss 1951)[11]
- Karl Pichler (1938–2021; Abschluss 1961)[12]
- Hannes Rader (* 1940; Abschluss 1962)[13]

## Gebäude und Architektur
Das Gebäude wurde aus dem Mannschaftswohngebäude der ehemaligen k.k. Heeres-Artillerie-Kaserne von 1911 bis 1915 nach den Plänen des Architekten Michael Rosenauer unter dem Bauführer Max Ortner umgestaltet und teilweise. neu errichtet.
Die Fassaden zeigen sich putzfeldergegliedert mit Riesenlisenen und Riesen-Pylonen. An den Risaliten zeigt sich klassizistischer Dekor, am Mittelrisalit zur Prinz-Eugen-Straße stuckierte Helme. An der heutigen Rückseite zeigt eine Inschrift die Jahreszahl 1914/1915. Im Garten der Schule gibt es eine Steinskulptur (weibliche Figur mit einer Amphore), wohl von Josef Thorak, aufgestellt 1952.